# Jylland mellem tvende have
 For alternative betydninger, se Jylland mellem tvende have (film).
Jylland mellem tvende have er en ældre dansk sang med tekst af H.C. Andersen og melodi af Peter Heise, udgivet i 1860 i Illustreret Tidende. I offentligheden kaldes sangen uofficielt for "Jyllands nationalsang".

## Baggrund og historie
På sin danmarksrejse i sommeren 1859, befandt H.C. Andersen sig på den østjyske egn mellem Viborg-området (Hjermind) og Randers, der både var præget af hedeområder og fortidsminder. Undervejs til Hjermind skrev han digtene "De røde skoe" og "Jylland", hvor sidstnævnte senere fik titlen "Jylland mellem tvende have" og blev udgivet som sang. Inspirationen blev dog også hentet af et besøg på Silkeborg-egnen i begyndelsen af 1850'erne.
"Jylland mellem tvende have" fortæller i sin helhed om H.C. Andersens jyllandsrejse fra skovene i Øst- og Midtjylland til Vesterhavet i vest og Skagen i nord. Han fortæller om heden, både i en naturmæssig sammenhæng "hvor nu Loke sine Hjorde driver, skove vokse til" og i en mere fremskridtspræget kontekst med "Skynd dig, kom! om føje år, heden som en kornmark står". Andersen var generelt meget positiv over for fremskridtsidéen. Om sin første togrejse nogensinde, skrev han i 1840: "Nu har jeg en forestilling om at Jorden drejer sig… jeg syntes jeg var en magiker, der havde spændt en drage for min vogn." Det er denne omtalte "dampdrage", der optræder i sangens fjerde vers og snart flyver afsted mellem bøndergårdene.
Visse iagttagere mener, at H.C. Andersens sang om Jylland udgør en slags fremtidsprofeti om landsdelen, især illustreret af linjen "Jylland mellem tvende Have som en Runesten er lagt, Fortid mæle dine Grave, Fremtid folder ud din Magt". De mener, at Andersen nærer tillid til, at Jylland ligesom Hovedstaden vil træde ind i den moderne tidsalder og bidrage til den fremtidige udvikling af Danmark.

## Eftertiden
Såvel Aksel Schiøtz, Sussi & Leo som Katy Bødtger har indspillet udgaver af "Jylland mellem tvende have" på grammofonplade.

## Eksternt link
- Teksten til "Jylland mellem tvende have"